# Dive (bài hát của Ed Sheeran)
"Dive" là bài hát của ca sĩ nhạc sĩ người Anh Ed Sheeran, nằm trong album phòng thu thứ ba của anh mang tên ÷ (2017). Sau khi album ra mắt, bài hát đạt vị trí thứ 8 trên UK Singles Chart dù không phải đĩa đơn chính thức.

## Ý kiến phê bình
Taylor Weatherby của Billboard cho rằng đây là một bài hát có "giọng hát mãnh liệt nhất" trong album.

## Xếp hạng và chứng nhận
| Bảng xếp hạng (2017)                            | Vị trí cao nhất |
| ----------------------------------------------- | --------------- |
| Úc (ARIA)                                       | 5               |
| Áo (Ö3 Austria Top 40)                          | 26              |
| Canada (Canadian Hot 100)                       | 19              |
| Cộng hòa Séc (Singles Digitál Top 100)          | 17              |
| Đan Mạch (Tracklisten)                          | 13              |
| Pháp (SNEP)                                     | 67              |
| Trường songid là BẮT BUỘC CHO BẢNG XẾP HẠNG ĐỨC | 23              |
| Ireland (IRMA)                                  | 11              |
| Ý (FIMI)                                        | 29              |
| Hà Lan (Single Top 100)                         | 12              |
| Na Uy (VG-lista)                                | 24              |
| Slovakia (Singles Digitál Top 100)              | 13              |
| Thụy Điển (Sverigetopplistan)                   | 28              |
| Anh Quốc (OCC)                                  | 8               |
| Hoa Kỳ Billboard Hot 100                        | 49              |

| Quốc gia | Chứng nhận | Số đơn vị/doanh số chứng nhận |
| --- | ---------- | ----------------------------- |
| Úc (ARIA) | Vàng       | 35.000‡                       |
| New Zealand (RMNZ) | Vàng       | 15.000‡                       |
| Anh Quốc (BPI) | Bạc        | 200.000‡                      |
| * Chứng nhận dựa theo doanh số tiêu thụ. ^ Chứng nhận dựa theo doanh số nhập hàng. ‡ Chứng nhận dựa theo doanh số tiêu thụ và phát trực tuyến. |            |                               |